# Beswan
Beswan là một thị xã và là một nagar panchayat của quận Aligarh thuộc bang Uttar Pradesh, Ấn Độ.

## Địa lý
Beswan có vị trí 27°39′B 77°53′Đ / 27,65°B 77,88°Đ Nó có độ cao trung bình là 176 mét (577 foot).

## Nhân khẩu
Theo điều tra dân số năm 2001 của Ấn Độ, Beswan có dân số 5459 người. Phái nam chiếm 53% tổng số dân và phái nữ chiếm 47%. Beswan có tỷ lệ 52% biết đọc biết viết, thấp hơn tỷ lệ trung bình toàn quốc là 59,5%: tỷ lệ cho phái nam là 65%, và tỷ lệ cho phái nữ là 39%. Tại Beswan, 20% dân số nhỏ hơn 6 tuổi.